# Polaris (videogioco)
Polaris (ポラリス?, Porarisu) è un videogioco arcade di genere sparatutto a schermata fissa, edito dalla Taito nel 1980. Ebbe delle conversioni per le piattaforme Commodore VIC-20 e Atari 2600. 
È incluso esclusivamente nella raccolta per PlayStation 2 Taito Memories II Gekan, uscita nel 2007 solo in Giappone.

## Modalità di gioco
Il gameplay di Polaris è simile a quello di Depthcharge. Il giocatore deve pilotare un sommergibile che cerca semplicemente di abbattere tutti gli aerei da caccia che sorvolano in continuazione il cielo. 
Il sommergibile viene intralciato da sottomarini spara siluri che ad ogni livello diventeranno più numerosi. Un altro scoglio è rappresentato dal motoscafo, che sulla superficie del mare sfreccia da un'estremità all'altra e sgancia bombe, sia piccole che grandi (queste ultime indistruttibili). Qualsiasi collisione con proiettili, sottomarini o persino con il fondale comporta la perdita di una vita.
Una volta eliminati tutti gli aerei, per passare al livello successivo basta annientare un ultimo aereo, il quale effettua uno schema di volo irregolare e lancia missili a ricerca.

## Accoglienza
Polaris ha ottenuto un certificato di merito nella categoria "1984 Best Action Videogame" alla quinta edizione degli Arkie Award.